# Spanish International 2004
Die Spanish International 2004 im Badminton fanden vom 27. bis zum 30. Mai 2004 in der Paracuellos Hall in Paracuellos de Jarama, Madrid statt. Es war die 25. Auflage des Turniers.

## Sieger und Platzierte
| Disziplin    | Gold                                  | Silber                         | Bronze                            |
| ------------ | ------------------------------------- | ------------------------------ | --------------------------------- |
| Herreneinzel | Joachim Fischer Nielsen               | Robert Kwee                    | Sergio Llopis                     |
| Herreneinzel | Joachim Fischer Nielsen               | Robert Kwee                    | Per-Henrik Croona                 |
| Dameneinzel  | Dolores Marco                         | Lucía Tavera                   | Solenn Pasturel                   |
| Dameneinzel  | Dolores Marco                         | Lucía Tavera                   | Nina Weckström                    |
| Herrendoppel | Joachim Fischer Nielsen Jesper Larsen | Matthew Hughes Martyn Lewis    | José Antonio Crespo Sergio Llopis |
| Herrendoppel | Joachim Fischer Nielsen Jesper Larsen | Matthew Hughes Martyn Lewis    | Pablo Abián Jose Vicente Martinez |
| Damendoppel  | Lucía Tavera Yoana Martínez           | Alicia Calonge Silvia Riera    |                                   |
| Mixed        | José Antonio Crespo Dolores Marco     | Vicente Ortgosa Alicia Calonge |                                   |